# 김순례
김순례(金順禮, 1955년 6월 27일~)는 대한민국의 약사 출신 정치인이다. 제20대 국회의원을 지냈다.

## 3개월 직무정지 사태
2015년 당시 대한약사회 여약사 회장을 맡고 있던 김순례는 세월호 유가족을 가리켜 ‘시체장사 한다’고 모욕하고 ‘국가유공자 연금액의 240배나 되는 보상금을 요구한다’는 유언비어를 사회관계망서비스(SNS)를 통해 퍼뜨렸다. 약사단체들은 “김순례는 과거에도 왜곡된 역사 인식과 뻔뻔한 행동으로 많은 지탄을 받았다”고 지적했다. 당시 대한약사회는 김순례의 부회장 직무를 3개월간 정지시키는 징계를 내린 바 있다.

## 경력
- 2004년 ~ 2006년: 제15대 성남시약사회 회장
- 2005년: 민주평화통일자문회의 부회장
- 2007년 ~ 2009년: 제16대 성남시약사회 회장
- 2010년 6월 ~ 2014년 6월: 성남시의회 의원
- 2013년 3월 ~ 2016년 3월: 대한약사회 부회장, 대한여성약사회 회장
- 2014년 8월 ~ 2015년 2월: 덕성여자대학교 겸임교수
- 2015년 2월 ~ 2016년 3월: 한국여성단체협의회 수석부회장
- 2016년 5월 ~ 2020년 5월: 제20대 자유한국당 국회의원 (비례대표)
- 2016년 6월 : 한국아동인구환경의원연맹 이사
- 2016년 6월 : 국회 제4차산업혁명포럼 정회원
- 2016년 6월 ~ 2018년 5월: 제20대 국회 전반기 보건복지위원회 위원
- 2016년 6월 ~ 2017년 8월: 제20대 국회 전반기 여성가족위원회 위원
- 2016년 7월 ~ 2017년 6월: 제20대 국회 남북관계개선 특별위원회 위원
- 2016년 11월 : 한일의원연맹 간사
- 2017년 1월 ~ 2017년 7월: 자유한국당 재외동포특별위원회 수석부위원장
- 2017년 1월 : 자유한국당 재해대책특별위원회 부위원장
- 2017년 3월 ~ 2017년 7월: 자유한국당 소상공인특별위원회 위원
- 2017년 7월 ~ 2018년 9월: 자유한국당 중앙여성위원장
- 2018년 1월 ~ 2019년 3월 : 자유한국당 미세먼지 TF 위원
- 2018년 3월 ~ 2019년 2월 : 자유한국당 경제파탄대책특별위원회 위원
- 2018년 7월 ~ 2020년 5월 : 제20대 국회 후반기 보건복지위원회 위원
- 2018년 12월 ~ 2019년 2월 : 자유한국당 원내부대표 겸 원내대변인
- 2019년 2월 ~ 2020년 2월 : 자유한국당 최고위원
- 2020년 2월 ~ 2020년 3월 : 미래통합당 최고위원
- 2020년 2월 ~ 2020년 3월 : 미래통합당 우한 폐렴 대책 태스크포스 위원
- 2020년 4월 : 미래한국당 제21대 국회의원선거 선거대책위원회 공동선거대책위원장
- 2020년 9월 : 숙명여자대학교 총동문회장
- 숙명여자대학교 총동문회 고문

## 논란

### 세비반납 공약 파기 논란
2016년 4월13일 치러진 국회의원 선거에 출마한 김순례 의원등 당시 새누리당 소속 후보자 40명은 국민을 상대로 조건부 세비 반납 약속을 했다.
이들은 갑을개혁, 일자리규제개혁, 청년독립, 4050자유학기제, 마더센터 등 대한민국을 위한 5대 개혁과제를 2017년 5월 31일까지 이행하지 못하면 1년치 세비를 국가에 기부 형태로 반납하겠다고 공언하였으며 .계약서를 작성하고“우리는 ‘대한민국과의 계약’에 서약합니다”라며 “서명일로부터 1년 후인 2017년 5월31일에도 5대 개혁과제가 이행되지 않을 경우, 새누리당 국회의원으로서 1년치 세비를 국가에 기부 형태로 반납할 것임을 엄숙히 서약합니다”라고 썼다. 거기다가 신문에 전면광고를 내고 이 광고를 1년간 보관해달라고 하였다. 이 약속에 이름을 올린 당시 후보는 40명이다. 이들 중 당선자는 27명(강석호, 강효상, 김광림, 김명연, 김무성, 김성태, 김순례, 김정재, 김종석, 박명재, 백승주, 오신환, 원유철, 유의동, 이만희, 이완영, 이우현, 이종명, 이철우, 장석춘, 정유섭, 조훈현, 정준길, 지상욱, 최경환, 최교일, 홍철호)에 달한다.
그러나 국정농단 사태가 벌어지면서 5대과제의 이행은 하나도 되지 않았다. 공약 후 1년이 다되어 세비반납 공약이 논란이 되자 자유한국당 의원들은 이날 보도자료를 통해 "20대 총선에서 당선된 자유한국당 의원은 지난 1년간 5대 개혁과제 법안을 발의함으로써 계약 내용을 이행했다”고 말하였다.
그런데 이중 노동개혁을 위한 고용정책기본법 개정안은 마감 시한인 31일 전날 오전 발의됐되었으며 이들이 앞서 발의한 5개 법안은 이행이 된것이 하나도 없이 모두 해당 상임위에 계류 중인 상태다. 이를 두고 '법안 통과가 되지 않았는데 개혁 과제를 이행했다고 볼 수 있는가', 또 '세비 반납을 피하기 위해 졸속 발의한 것 아닌가' 등의 비판이 일고 있으며 약속했던 세비 반납의 조건이 '과제 이행' 여부였다는 점에서 법안 발의만으로는 약속을 이행했다고 할 수 있는지에 대해서는 논란이 되고 있다.

### 자유한국당 공청회 5.18 망언 논란
2019년 2월 8일 자유한국당 공청회에서 김순례 의원은 5·18 민주화운동은 특정 세력이 만들어낸 허상이라고 주장했다. 그는 "종북좌파들이 판을 치면서 5·18 유공자라는 괴물집단을 만들어내며 우리 세금을 축내고 있다"고 비난했다. 논란이 거세지자 발언한 지 1주일만에 최고위원 후보자 토론회에 출연하면서 "부정수급자가 5·18 유공자 명단에 올라와 있는 것을 공개하라는 것은 국민의 알권리"라며 "일부 단어를 갖고 공격을 받은 것"이라며 발언을 해명했다. 결국 2019년 4월 19일, 자유한국당 윤리위원회로부터 당원권 정지 3개월이라는 징계 조치를 받았다.

## 역대 선거 결과
|  | 43.43% |

|  | 33.50% |

## 같이 보기
- 대한민국 제20대 국회의원 선거 새누리당 후보 목록#비례대표